# Desamortización española
La desamortización española fue un largo proceso histórico, económico y social iniciado a finales del siglo XVIII con la denominada «Desamortización de Godoy» (1798) —aunque hubo un antecedente en el reinado de Carlos III— y cerrado bien entrado el siglo XX (16 de diciembre de 1924). Consistió en poner en el mercado, previa expropiación forzosa y mediante una subasta pública, las tierras y bienes que hasta entonces no se podían enajenar (vender, hipotecar o ceder) y que se encontraban en poder de las llamadas «manos muertas», es decir, la Iglesia católica y las órdenes religiosas —que los habían acumulado como habituales beneficiarias de donaciones, testamentos y abintestatos— y los llamados baldíos y las tierras comunales de los municipios, que servían de complemento para la precaria economía de los campesinos. Dicho con las palabras de Francisco Tomás y Valiente, la desamortización española presentó «las características siguientes: apropiación por parte del Estado y por decisión unilateral suya de bienes inmuebles pertenecientes a «manos muertas»; venta de los mismos, y asignación del importe obtenido con las ventas a la amortización de los títulos de la deuda».
En otros países sucedió un fenómeno de características más o menos parecidas. La finalidad prioritaria de las desamortizaciones habidas en España fue conseguir unos ingresos extraordinarios para amortizar los títulos de deuda pública —singularmente vales reales— que expedía el Estado para financiarse —o extinguirlos porque en alguna ocasión también se admitieron como pago en las subastas—. Asimismo persiguió acrecentar la riqueza nacional y crear una burguesía y clase media de labradores que fuesen propietarios de las parcelas que cultivaban y crear condiciones capitalistas (privatización, sistema financiero fuerte) para que el Estado pudiera recaudar más impuestos.
La desamortización fue una de las armas políticas con las que los liberales modificaron el sistema de la propiedad del Antiguo Régimen para implantar el nuevo Estado liberal durante la primera mitad del siglo XIX.

## Desamortización durante el Antiguo Régimen

### Propuestas de los ilustrados

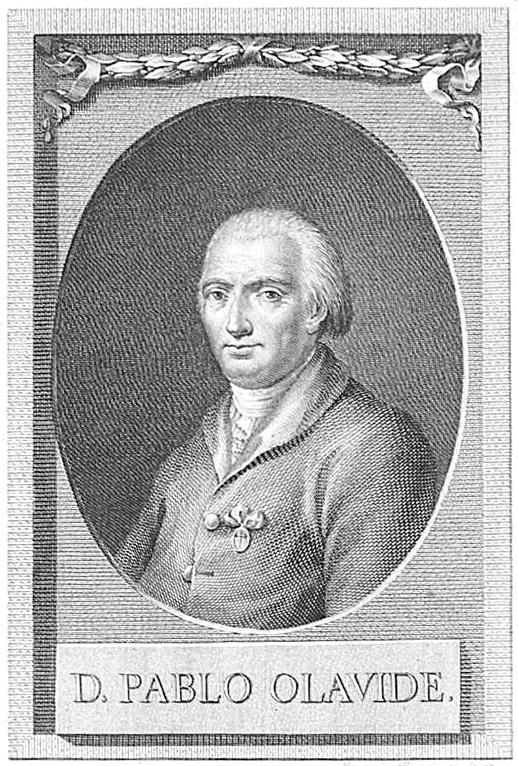
Retrato de Pablo de Olavide, grabado de Juan Moreno de Tejada (por dibujo de Luis Paret y Alcázar) antes de 1805.

Los ilustrados mostraron una gran preocupación por el atraso de la agricultura española y prácticamente todos los que se ocuparon del tema coincidieron en que una de las causas principales del mismo era la enorme extensión que alcanzaba en España la propiedad amortizada en poder de las «manos muertas» —la Iglesia y los municipios, de un modo fundamental— porque las tierras que poseían estaban en general mal cultivadas, además de que quedaban al margen del mercado, pues no se podían enajenar —ni vender, ni hipotecar, ni ceder— con el consiguiente aumento del precio de la tierra «libre», y no tributaban a la Hacienda Real por los privilegios de sus propietarios. El conde de Floridablanca, ministro de Carlos III, en su famoso Informe reservado de 1787 se quejaba de los «perjuicios principales de la amortización»:

El menos inconveniente, aunque no sea pequeño, es el de que tales bienes [amortizados] se sustraigan a los tributos; pues hay otros dos mayores, que son recargar a los demás vasallos y quedar los bienes amortizados expuestos a deteriorarse y perderse luego que los poseedores no puedan cultivarlos o sean desaplicados o pobres, como se experimenta y ve con dolor en todas partes, pues no hay tierras, casas ni bienes raíces más abandonados y destruidos que los de capellanías y otras fundaciones perpetuas, con perjuicio imponderable del Estado.

Una de las propuestas que hicieron los ilustrados, especialmente Pablo de Olavide y Gaspar Melchor de Jovellanos, fue poner en venta los bienes llamados baldíos. Se trataba de tierras incultas y despobladas que pertenecían «de cualquier modo» a los ayuntamientos y que se solían destinar a pastos para el ganado. 
Para Olavide, la protección que se había dado hasta entonces a la ganadería era una de las causas del atraso agrario, por lo que propugnaba que «todas las tierras deben reducirse a labor» y por eso los baldíos debían venderse en primer lugar a los "particulares ricos" porque disponen de medios para cultivarlas, aunque una parte debía reservarse a los campesinos que tuvieran dos pares de bueyes. Con el dinero obtenido se constituiría una «Caja provincial» que serviría para la construcción de obras públicas —caminos, canales, puentes...—. De esta forma se conseguirían «vecinos útiles, arraigados y contribuyentes, logrando al mismo tiempo la extensión de la labranza, el aumento de la población y la abundancia de los frutos».

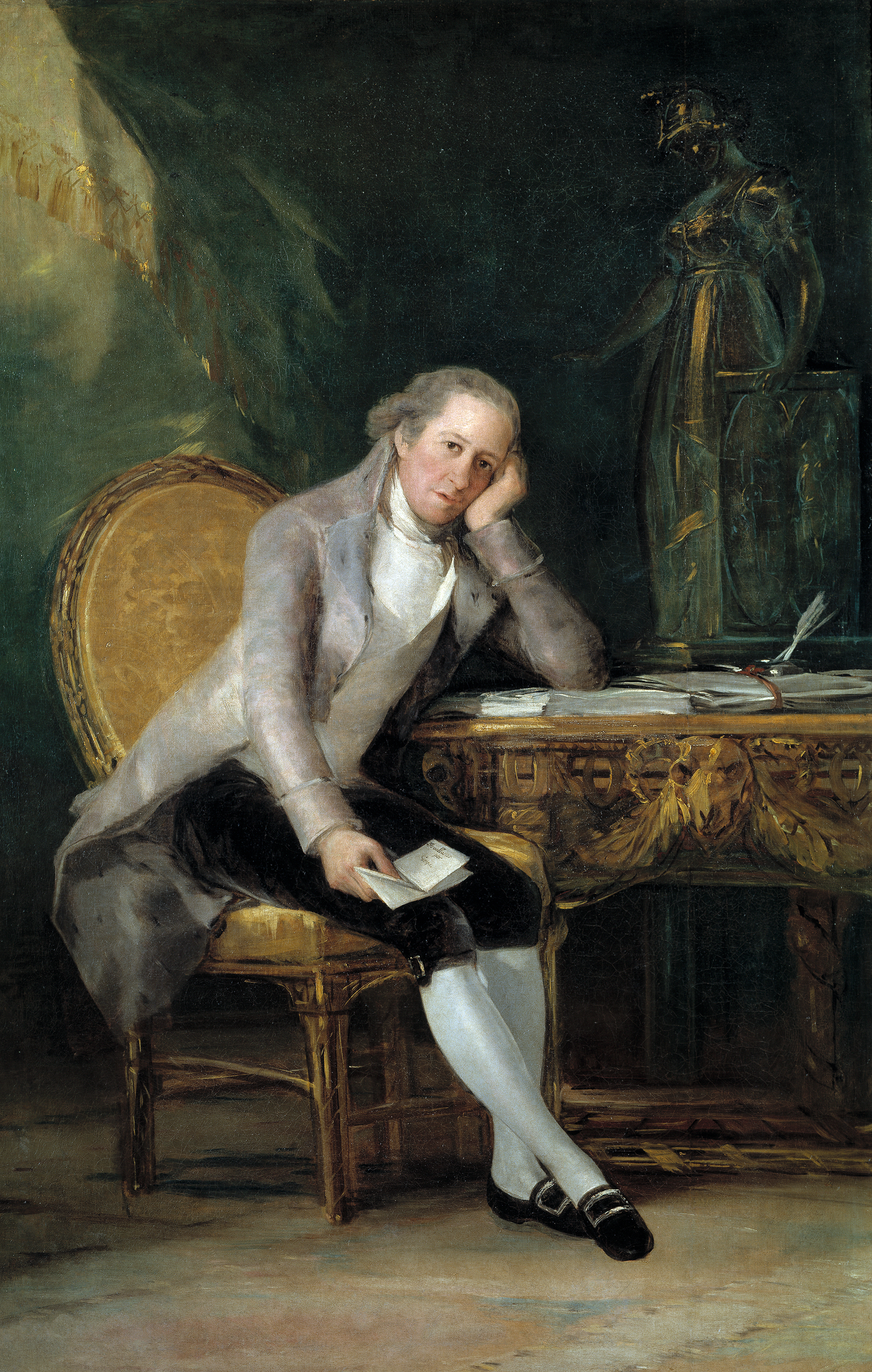
Gaspar Melchor de Jovellanos (1798), retratado por Goya (Museo del Prado, Madrid).

La propuesta de Jovellanos respecto de los bienes de los municipios era mucho más radical, ya que a diferencia de Olavide, que solo proponía la venta de los baldíos respetando con ello la parte más importante de los recursos de los ayuntamientos, también incluía en la privatización las "tierras concejiles", por lo que se sobreentiende que también incluiría los bienes de propios, que eran las tierras que procuraban más rentas a las arcas municipales. Jovellanos, partidario ferviente del liberalismo económico —«el oficio de las leyes... no debe ser excitar ni dirigir, sino solamente proteger el interés de sus agentes, naturalmente activo y bien dirigido a su objeto», afirmó—, defendió la venta «libre y absoluta» de estos bienes, sin hacer distinciones entre los posibles compradores —no le preocupaba como a Olavide que esas tierras pasaran a manos de unos pocos potentados— porque, como señaló Francisco Tomás y Valiente, para Jovellanos «la liberación de baldíos y tierras concejiles es un bien en sí mismo, pues al dejar de estar tales tierras amortizadas, pasan a depender del «interés individual» y pueden ser inmediatamente puestas en cultivo». Las ideas de Jovellanos influirán notablemente en los liberales que pusieron en marcha las desamortizaciones del siglo XIX gracias a la enorme difusión que tuvo su Informe sobre la ley agraria publicado en 1795, mucho mayor que la del «Plan» de Olavide, que solo fue parcialmente conocido en el Memorial ajustado de 1784.
En cuanto a las tierras de la Iglesia, los ilustrados no defendieron la desamortización de sus tierras, sino que propugnaron que se limitara, por medios «dulces y pacíficos» en palabras del conde de Floridablanca, la adquisición de más tierras por parte de las instituciones eclesiásticas, aunque esta propuesta tan moderada fue rechazada por la Iglesia y también por la mayoría de los miembros del Consejo Real cuando se sometió a votación en junio de 1766. Los dos folletos donde se argumentaba la propuesta fueron incluidos en el Índice de libros prohibidos de la Inquisición: el Tratado de la regalía de Amortización de Pedro Rodríguez de Campomanes, publicado en 1765, y el Informe sobre la ley agraria de Jovellanos, publicado en 1795. "La moderación del reformismo ilustrado se pone muy claramente de manifiesto en este punto [que solo defiendan la limitación o paralización en el futuro de la amortización eclesiástica]; y la resistencia de la Iglesia a hacer concesiones en el terreno económico —anuncio de su actitud en tiempos venideros— es ya entonces muy firme".

### Medidas desamortizadoras de Carlos III
Las tímidas medidas desamortizadoras acordadas durante el reinado de Carlos III hay que situarlas en el contexto de los motines que tuvieron lugar en la primavera de 1766 y que son conocidos con el nombre de motín de Esquilache. La medida más importante fue una iniciativa del corregidor-intendente de Badajoz, que para aplacar la revuelta ordenó entregar en arrendamiento las tierras municipales a los «vecinos más necesitados, atendiendo en primer lugar a los senareros y braceros que por sí o a jornal puedan labrarlas, y después de ellos a los que tengan una canga de burros, y labradores de una yunta, y por este orden a los de dos yuntas con preferencia a los de tres, y así respectivamente». El conde de Aranda, recién nombrado ministro por Carlos III, inmediatamente extendió la medida a toda Extremadura mediante la real provisión de 2 de mayo de 1766, y al año siguiente a todo el reino. En una orden de 1768 que la desarrollaba, se explicaba que la medida estaba destinada a atender a los jornaleros y campesinos más pobres, pues buscaba el «común beneficio».
Sin embargo, esta medida —que no es propiamente una desamortización, porque las tierras seguían siendo propiedad de los municipios y solo eran entregadas en arrendamiento a los particulares— estuvo vigente apenas tres años, pues fue derogada el 26 de mayo de 1770. En la real provisión que la sustituyó, se dio prioridad en los arrendamientos «a los labradores de una, dos y tres yuntas», con lo que la finalidad social inicial desapareció. Para justificarlo se aludía a los «inconvenientes que se han seguido en la práctica de las diferentes provisiones expedidas anteriormente sobre repartimiento de tierras», en referencia a que muchos jornaleros y campesinos pobres que habían recibido lotes de tierras, no las habían podido cultivar adecuadamente —dejando de pagar los censos— porque carecían de los medios necesarios para ello (las concesiones no fueron acompañadas de créditos que les permitieran adquirirlos). La consecuencia de todo ello fue que las tierras de los municipios pasaron a las oligarquías de los municipios, a esos "particulares ricos" de los que se hablaba en el "Plan" de Olavide, quien había criticado abiertamente las primeras medidas porque estimaba que los braceros carecían de medios para poner en plena explotación las tierras que se les entregasen —cuando el propio Olavide dirija el proyecto de Nuevas Poblaciones de Andalucía y Sierra Morena, los repobladores recibirán lo mínimo necesario para poder comenzar a cultivar las tierras que les habían sido concedidas, junto con la exención de pagar impuestos y censos durante los primeros años—.
En conclusión, como destacó Francisco Tomás y Valiente, los políticos de Carlos III «actuaron movidos más por razones económicas (poner en cultivo tierras incultas) que por otras de índole social, que o no aparecen en sus planes y en los preceptos legales, o cuando surgieron en éstos se vieron sofocadas en primer lugar por la falta de medios adecuados para su aplicación real, y en segundo término (como ya vieron Cárdenas y Joaquín Costa) por la resistencia que la «plutocracia provinciana» opuso a cualquier reforma social... Con todo... las medidas desamortizadoras de Carlos III e incluso los correlativos planes de quienes entonces se ocuparon de esta cuestión poseen en común una característica importante y positiva: su conexión con un más amplio plan de reforma o regulación de la economía agraria».

### «Desamortización de Godoy»
Durante el reinado de Carlos IV (1788-1808) tuvo lugar la llamada «Desamortización de Godoy», aunque quien la puso en marcha en septiembre de 1798 fue Mariano Luis de Urquijo junto con el Secretario de Hacienda, Miguel Cayetano Soler, que ya había ocupado ese cargo durante el gobierno de Manuel Godoy —apartado del poder seis meses antes—.
Fue iniciada en 1798 cuando Carlos IV obtuvo permiso de la Santa Sede para expropiar los bienes de la Compañía de Jesús (suprimida en 1773) y de obras pías que, en conjunto, venían a ser una sexta parte de los bienes eclesiásticos. En ella se desamortizaron bienes de los jesuitas, de hospitales, hospicios, Casas de Misericordia y de Colegios Mayores universitarios e incluía también bienes no explotados de particulares.
Como ha destacado Francisco Tomás y Valiente, con la "desamortización de Godoy" se da un giro decisivo al vincular la desamortización a los problemas de la deuda pública, a diferencia de lo ocurrido con las medidas desamortizadoras de Carlos III que buscaban, aunque de forma muy limitada, la reforma de la economía agraria. Las desamortizaciones liberales del siglo XIX seguirán el planteamiento de la "desamortización de Godoy" y no el de las medidas de Carlos III.

## Desamortizaciones liberales delsigloXIX

### Reinado de José I Bonaparte (1808-1813)
José Bonaparte decretó el 18 de agosto de 1809 la supresión de «todas las Órdenes regulares, monacales, mendicantes y clericales» (sic), cuyos bienes pasarían automáticamente a propiedad de la nación. Así "muchas instituciones religiosas quedaron disueltas de hecho (al margen de toda consideración jurídica canónica). La mecánica de la guerra produjo también con frecuencia idénticos efectos en muchos conventos, monasterios y «casas de religiosos»".
José Bonaparte realizó también una pequeña desamortización que no implicó la supresión de la propiedad, sino la confiscación de sus rentas para el avituallamiento y gastos de guerra de las tropas francesas, de forma que se devolvieron en 1814.

### Cortes de Cádiz (1810-1814)

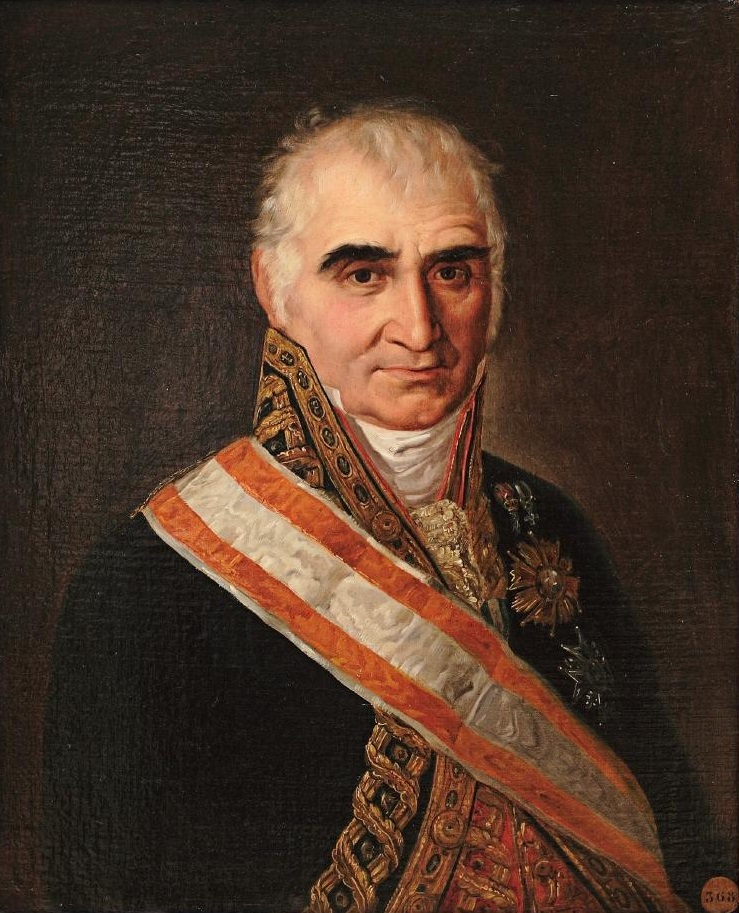
José Canga Argüelles, retratado por Antonio Cavana (Real Academia de Bellas Artes de San Fernando, Madrid).

Después de un intenso debate que tuvo lugar en marzo de 1811, los diputados de las Cortes de Cádiz reconocieron la enorme deuda acumulada en forma de vales reales durante el reinado de Carlos IV y que el Secretario de Hacienda interino José Canga Argüelles estimó en 7000 millones de reales. Tras rechazar que los vales reales solo fueran reconocidos por su valor en el mercado, muy por debajo de su valor nominal —lo que hubiera supuesto la ruina de sus poseedores y la imposibilidad de obtener nuevos créditos—, se aprobó la «Memoria» presentada por Canga Argüelles que proponía desamortizar determinados bienes de «manos muertas» que se pondrían a la venta. En las subastas el importe de los dos tercios del precio de remate había de pagarse en «títulos de la deuda nacional» —lo que incluía los vales reales del reinado anterior y los nuevos «billetes de crédito liquidados» que se habían emitido desde 1808 para sufragar los gastos de la guerra de la independencia—. El dinero en efectivo obtenido en las subastas también se dedicaría al pago de los intereses y de los capitales de la «deuda nacional».
En el decreto de 13 de septiembre de 1813, en el que quedó plasmada la propuesta de Argüelles, se denominaba «bienes nacionales» a las propiedades que iban a ser incautadas por el Estado para venderlas en pública subasta. Se trataba de los bienes confiscados o por confiscar a los «traidores», como Manuel Godoy y sus partidarios, y a los «afrancesados»; los de la Orden de San Juan de Jerusalén y de las cuatro órdenes militares españolas (Santiago, Alcántara, Calatrava y Montesa); los de los conventos y monasterios suprimidos o destruidos durante la guerra; las fincas de la Corona, salvo los Sitios Reales destinados a servicio y recreo del rey; y la mitad de los baldíos y realengos de los municipios.
Sin embargo, según Francisco Tomás y Valiente, "este decreto de 13 de septiembre de 1813, que en cierto modo constituye la primera norma legal general desamortizadora del siglo XIX, apenas pudo aplicarse debido al regreso de Fernando VII y del Estado absoluto en 1814. Pero junto con la «Memoria» de Canga Argüelles encierra todos los principios y mecanismos jurídicos de la posterior legislación desamortizadora".
Mayor aplicación alcanzó el muy debatido decreto de las Cortes del 4 de enero de 1813, por el que se desamortizaban «todos los terrenos de baldíos o realengos y de propios y arbitrios» de los municipios con la finalidad de proporcionar «un auxilio a las necesidades públicas, un premio a los beneméritos defensores de la patria, y un socorro a los ciudadanos no propietarios». Para alcanzar estos tres fines a la vez (fiscal, patriótico-militar y social) se dividirían los bienes a desamortizar en dos mitades. La primera estaría vinculada al pago de la "deuda nacional", por lo que serían vendidas en pública subasta, admitiéndose el pago «por todo su valor» en títulos de créditos pendientes desde 1808 o subsidiariamente en vales reales. La segunda mitad se repartiría en lotes de tierras gratuitas en favor de los que hubiesen prestado servicios en la guerra (finalidad patriótico militar) y a los vecinos sin tierras (finalidad social), aunque estos últimos, a diferencia de los "premios patrióticos", debían pagar un canon y si dejaban de hacerlo, perdían el lote asignado definitivamente, lo que invalidaba en gran parte la finalidad social proclamada en el decreto y en gran medida daba la razón a aquellos diputados que, como José María Calatrava o Vicente Terrero, se habían opuesto al decreto, especialmente a la venta de los bienes de propios, patrimonio sobre el que descansa «el gobierno económico y la policía rural de los pueblos». Terrero afirmó durante uno de los debates:

Me opongo a la venta de propios y baldíos... ¿para quién será el fruto de semejantes ventas? Acabo de oírlo: para tres o cuatro poderosos, que con harto poco estipendio engrosarían con perjuicio común sus propios intereses.

### Trienio Liberal (1820-1823)
Tras la restauración de la Constitución de 1812 en 1820, los gobiernos del Trienio Liberal (1820-1823) tuvieron que hacer frente de nuevo al problema de la deuda que no se había resuelto durante el sexenio absolutista (1814-1820). Y para ello las nuevas Cortes revalidaron el decreto de las Cortes de Cádiz del 13 de septiembre de 1813 mediante el decreto de 9 de agosto de 1820 que añadió a los bienes a desamortizar las propiedades de la Inquisición española recién extinguida. Otra novedad del decreto de 1820 sobre el de 1813 era que ahora en el pago de los remates de las subastas no se admitiría dinero en efectivo, sino solo vales reales y otros títulos de crédito público, y por su valor nominal (a pesar de que su valor en el mercado era muy inferior). Por eso Francisco Tomás y Valiente lo consideró como el decreto "más extremista" de los que vinculaban desamortización con deuda pública.
A causa del bajísimo valor de mercado de los títulos de la deuda respecto de su valor nominal, "el desembolso efectivo realizado por los compradores fue muy inferior al importe del precio de tasación (en alguna ocasión no pasó del 15 por ciento de este valor). Ante tales ventas escandalosas, hubo diputados en 1823 que propusieron su suspensión y la entrega de los bienes en propiedad a sus arrendatarios. Uno de estos diputados declaró «que por defecto de la enajenación, las fincas han pasado a manos de ricos capitalistas, y éstos, inmediatamente que han tomado posesión de ellas, han hecho un nuevo arriendo, generalmente aumentando la renta al pobre labrador, amenazándole con el despojo en el caso de que no la pague puntualmente». Pero no obstante aquellos resultados y estas críticas, el proceso desamortizador siguió adelante, sin modificar su planteamiento".
Por una orden de 8 de noviembre de 1820 (que sería sustituida por un decreto de 29 de junio de 1822), las Cortes del Trienio también restablecieron el decreto de 4 de enero de 1813 de las Cortes de Cádiz sobre la venta de baldíos y bienes de propios de los municipios.
La desamortización eclesiástica, a diferencia de las Cortes de Cádiz que no legisló nada al respecto, sí fue abordada por las Cortes del Trienio en relación con los bienes del clero regular. El decreto de 1 de octubre de 1820 suprimió «todos los monasterios de las órdenes monacales; los canónigos regulares de San Benito, de la congregación claustral tarraconense y cesaraugustana; los de San Agustín y los premonstratenses; los conventos y colegios de las órdenes militares de Santiago, Calatrava, Montesa y Alcántara; los de la Orden de San Juan de Jerusalén, los de la de San Juan de Dios y los betlemitas, y todos los demás hospitales de cualquier clase». Sus bienes muebles e inmuebles quedaron «aplicados al crédito público» por lo que fueron declarados "bienes nacionales" sujetos a su inmediata desamortización. Unos días después, por la ley de 11 de octubre de 1820, se prohibía adquirir bienes inmuebles a todo tipo de "manos muertas", con lo que se hacía realidad la medida propugnada por los ilustrados del siglo XVIII, como Campomanes o Jovellanos.

### Desamortización de Mendizábal (1836-1837)

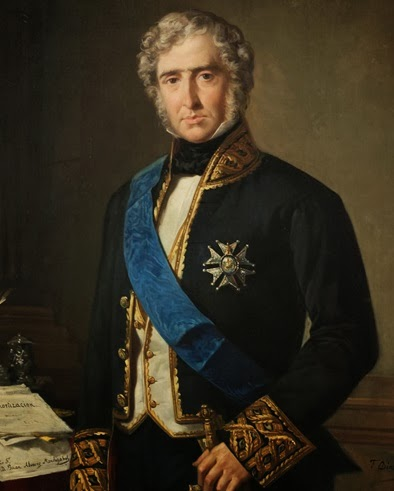
Juan Álvarez Mendizábal.

La de Juan Álvarez Mendizábal junto con la de Pascual Madoz constituyen las dos desamortizaciones liberales más importantes.
El gobierno del conde de Toreno aprobó la Real Orden de Exclaustración Eclesiástica del 25 de julio de 1835 por la que se suprimían todos los conventos en los que no hubiera al menos doce religiosos profesos. Tras la dimisión del conde de Toreno en septiembre de 1835, Mendizábal pasó a ser presidente del Consejo de Ministros. El 11 de octubre se decretó la supresión de todos los monasterios de órdenes monacales y militares. Los siguientes decretos serían, simplemente, un desarrollo del Decreto del 11 de octubre. El 19 de febrero de 1836 se decretó la venta de los bienes inmuebles de esos monasterios y el 8 de marzo se amplió la supresión a todos los monasterios y congregaciones de varones. El Reglamento del 24 de marzo especificaba todos los cometidos de las juntas diocesanas encargadas de cerrar los conventos y monasterios y, en general, de todo lo necesario para la aplicación del Decreto del 8 marzo.

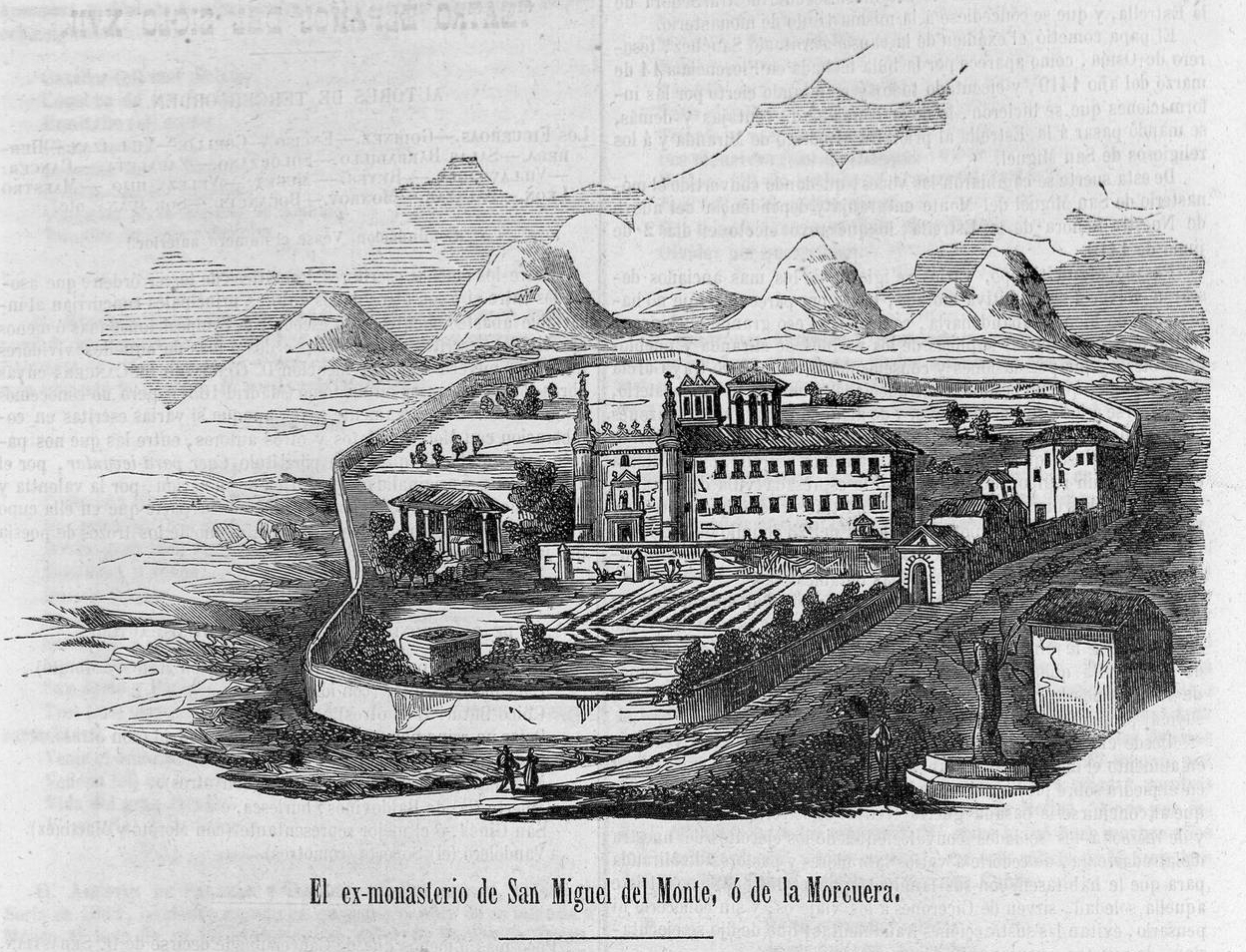
El ex-monasterio de San Miguel del Monte, ó de la Morcuera (Semanario Pintoresco Español, 1853). Este monasterio, ubicado en Burgos, fue uno de los exclaustrados en la desamortización de Mendizábal, quedando progresivamente abandonado y en ruinas.

La división de los lotes se encomendó a comisiones municipales, por lo que éstas se aprovecharon de su poder para hacer manipulaciones y configurar grandes lotes inasequibles a los pequeños propietarios, pero pagables, en cambio, por las oligarquías muy adineradas que podían comprar tanto grandes lotes como pequeños.
Los pequeños labradores no pudieron entrar en las pujas y las tierras fueron compradas por nobles y burgueses urbanos adinerados, de forma que no pudo crearse una verdadera burguesía o clase media en España.
Los terrenos desamortizados por el gobierno fueron únicamente los pertenecientes al clero regular, esto es, a las órdenes religiosas. La Iglesia tomó la decisión de excomulgar tanto a los expropiadores como a los compradores de las tierras, lo que hizo que muchos no se decidieran a comprar directamente las tierras y lo hicieron a través de intermediarios o testaferros.

### Desamortización de Espartero (1841)
El 2 de septiembre de 1841 el recién nombrado regente, Baldomero Espartero, impuso la desamortización de bienes del clero secular (el no vinculado a ninguna orden religiosa), proyecto que elaboró Pedro Surra Rull. Esta ley durará escasamente tres años y al hundirse el partido progresista la ley fue derogada.
En 1845, durante la Década Moderada, el Gobierno intentó restablecer las relaciones con la Iglesia, lo que lleva a la firma del Concordato de 1851.

### Desamortización de Madoz (1854-1856)

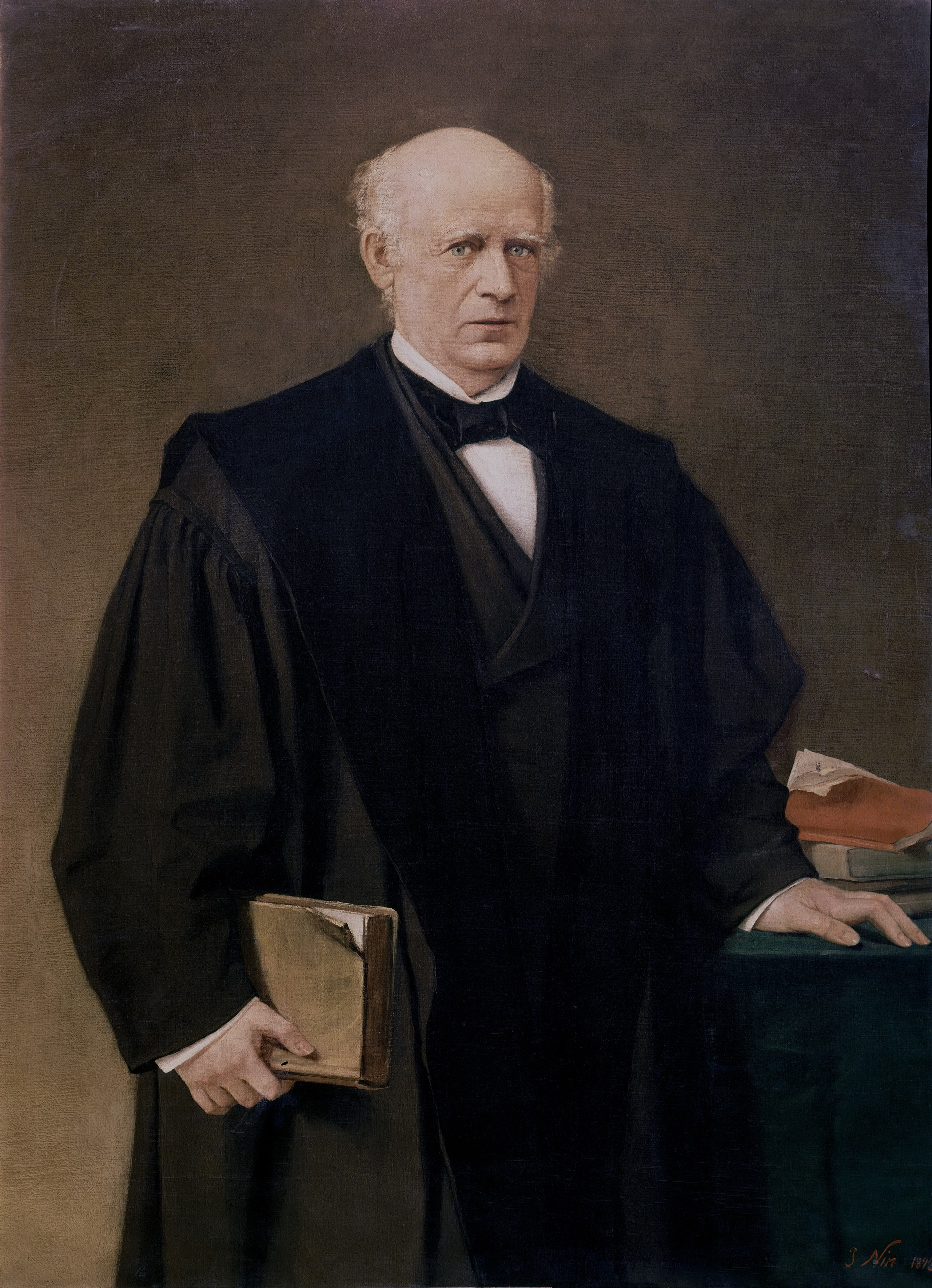
Retrato de Pascual Madoz (1873) por José Nin y Tudó.

Durante el bienio progresista (al frente del que estuvo nuevamente Baldomero Espartero junto a O'Donnell) el ministro de Hacienda Pascual Madoz realiza una nueva desamortización (1855) que fue ejecutada con mayor control que la de Mendizábal. El jueves 3 de mayo de 1855 se publicaba en La Gaceta de Madrid y el 3 de junio la Instrucción para realizarla.
Se declaraban en venta todas las propiedades principalmente comunales del ayuntamiento, del Estado, del clero, de las órdenes militares (Santiago, Alcántara, Calatrava, Montesa y San Juan de Jerusalén), cofradías, obras pías, santuarios, del ex infante Don Carlos, de los propios y comunes de los pueblos, de la beneficencia y de la instrucción pública, con las excepciones de las Escuelas Pías y los hospitalarios de San Juan de Dios, dedicados a la enseñanza y atención médica respectivamente, puesto que reducían el gasto del Estado en estos ámbitos. Igualmente se permitía la desamortización de los censos pertenecientes a las mismas organizaciones. 

Bienes afectados por la "Ley Madoz" o Ley general de desamortización de 1 de mayo de 1855

Se declaran en estado de venta, con arreglo a las prescripciones de la presente ley, y sin perjuicio de cargas y servidumbres a que legítimamente estén sujetos, todos los predios rústicos y urbanos, censos y foros pertenecientes: al Estado, al clero, a las órdenes militares de Santiago, Alcántara, Montesa y San Juan de Jerusalén, a cofradías, obras pías y santuarios, al secuestro del exinfante Don Carlos, a los propios y comunes de los pueblos, a la beneficencia, a la instrucción pública. Y cualesquiera otros pertenecientes a manos muertas, ya estén o no mandados vender por leyes anteriores.

Esta desamortización fue la que alcanzó un mayor volumen de ventas y tuvo una importancia superior a todas las anteriores. Sin embargo, los historiadores se han ocupado tradicionalmente mucho más de la de Mendizábal, cuya importancia reside en su duración, el gran volumen de bienes movilizados y las grandes repercusiones que tuvo en la sociedad española.
Tras haber sido motivo de enfrentamiento entre conservadores y liberales, llegó un momento en que todos los partidos políticos reconocieron la necesidad de rescatar aquellos bienes inactivos, a fin de incorporarlos al mayor desarrollo económico del país. Se suspendió la aplicación de la ley el 14 de octubre de 1856, reanudándose dos años después, el 2 de octubre de 1858, siendo O'Donnell presidente del Consejo de Ministros. Los cambios de gobierno no afectaron a las subastas, que continuaron hasta finales de siglo. En 1867 se habían vendido en total 198 523 fincas rústicas y 27 442 urbanas. El Estado ingresó 7 856 000 000 de reales entre 1855 y 1895, casi el doble de lo obtenido con la desamortización de Mendizábal. Este dinero se dedicó fundamentalmente a cubrir el déficit del presupuesto del Estado, amortización de deuda pública y obras públicas, reservándose 30 millones de reales anuales para la reedificación y reparación de las iglesias de España.
La ley Madoz de 1855 supone la fusión de las normas desvinculadoras tanto en el campo de la desamortización civil como en el religioso y representa la última disposición que va a regir y mantener en vigor estas políticas expropiadoras a lo largo del siglo XIX.
Tradicionalmente se ha llamado al período de que tratamos desamortización civil, nombre inexacto, pues si bien es cierto que se subastó gran número de fincas que habían sido propiedad comunal de los pueblos, lo cual constituía una novedad, también se vendieron muchos bienes hasta entonces pertenecientes a la Iglesia, sobre todo las que estaban en posesión del clero secular.
En conjunto, se calcula que de todo lo desamortizado, el 35 % pertenecía a la iglesia, el 15 % a beneficencia y un 50 % a las propiedades municipales, fundamentalmente de los pueblos. 
El Estatuto Municipal de José Calvo Sotelo de 1924 derogó definitivamente las leyes sobre desamortización de los bienes de los pueblos y con ello la desamortización de Madoz.

## Consecuencias

### Sociales
Si generalizáramos y dividiéramos España en una zona sur con predominio del latifundismo y una franja norte en la cual existe una mayoría de explotaciones medias y pequeñas, podríamos concluir, de acuerdo con los trabajos de Richard Herr, que el resultado de la desamortización fue concentrar la propiedad en cada región en proporción al tamaño existente previamente, por lo que no se produjo un cambio radical en la estructura de la propiedad. Las parcelas pequeñas que se subastaron fueron compradas por los habitantes de localidades próximas, mientras que las de mayor tamaño las adquirieron personas más ricas que vivían generalmente en ciudades a mayor distancia de la propiedad.
En la zona meridional, de predominio latifundista, no existían pequeños agricultores que tuvieran recursos económicos suficientes para pujar en las subastas de grandes propiedades, con lo cual se reforzó el latifundismo. Sin embargo, esto no ocurrió en términos generales en la franja norte del país.
Otra cuestión diferente es la privatización de los bienes comunales que pertenecían a los municipios. Muchos campesinos se vieron afectados al verse privados de unos recursos que contribuían a su subsistencia —leña, pastos, etc.—, por lo cual se acentuó la tendencia emigratoria de la población rural, que se dirigió a zonas industrializadas del país o a América. Este fenómeno migratorio alcanzó niveles muy altos a finales del siglo XIX y principios del XX.
Otra de las consecuencias sociales fue la exclaustración de miles de religiosos que fue iniciada por el gobierno del conde de Toreno que aprobó la Real Orden de Exclaustración Eclesiástica de 1835 (25 de julio) por la que se suprimían todos los conventos en los que no hubiera al menos doce religiosos profesos. Ya bajo el gobierno de Mendizábal se precisó (11 de octubre) que solo subsistirían ocho monasterios en toda España. Finalmente, el 8 de marzo de 1836, apareció un nuevo decreto que suprimía todos los conventos de religiosos (con algunas excepciones, como escolapios y hospitalarios), y un año después se dictó otro más (29 de julio de 1837) que hacía lo propio con los conventos femeninos (salvo los de las Hermanas de la Caridad).
Así relató A. Fernández de los Ríos veinte años después la exclaustración que dirigió en Madrid Salustiano de Olózaga:

La operación se hizo con suma facilidad: la mayor parte de los frailes estaban provistos de vestidos profanos, y pocos pidieron compañía para salir de los conventos, de los cuales se marcharon con la presteza de quien anticipadamente tuviera dispuesta y organizada la mudanza. A las once de la mañana, todos los alcaldes habían dado parte de haber cumplido el primer extremo de su misión, el de desocupar los conventos: don Manuel Cantero, que ejercía las funciones de alcalde, era el único de quien nada se sabía. Olózaga le escribió estas líneas: «Todos han dado ya parte de haber despachado menos Vd.». Cantero contestó: «Los demás solo han tenido que vestirlos; yo tengo que afeitarlos». Cantero tenía razón: en su distrito había ciento y tantos capuchinos de la Paciencia.

Julio Caro Baroja ha llamado la atención sobre la figura del viejo fraile exclaustrado pues, a diferencia del joven que trabajó donde pudo o se sumó a las filas carlistas —o la de los milicianos nacionales—, vivió «soportando su miseria, escuálido, enlevitado, dando clases de latín en los colegios, o realizando otros trabajillos mal pagados».
Así pues, como ha señalado Caro Baroja, además de las económicas, la supresión de las órdenes religiosas, tuvo unas «consecuencias enormes en la historia social de España». Caro Baroja cita al liberal progresista Fermín Caballero quien en 1837, poco después de la exclaustración, escribió:

La extinción total de las órdenes religiosas es el paso más gigantesco que hemos dado en la época presente; es el verdadero acto de reforma y de revolución. A la generación actual le sorprende no hallar por parte alguna las capillas y hábitos que viera desde la niñez, de tan variadas formas y matices como eran multiplicados los nombres de benitos, gerónimos, mostenses, basilios, franciscos, capuchinos, gilitos, etc., ¡pero no admirarán menos nuestros sucesores la transformación, cuando tradicionalmente solo por los libros sepan lo que eran los frailes y cómo acabaron, y cuando para enterarse de sus trajes tengan que acudir a las estampas o a los museos! ¡Entonces sí que ofrecerán novedad e interés en las tablas El diablo predicador, La fuerza del sino y otras composiciones dramáticas en que median frailes!

Donde también se pueden apreciar las consecuencias sociales de la desamortización fue en el cambio del aspecto exterior de las ciudades, que fue "laificado" —término empleado por Julio Caro Baroja—. Madrid, por ejemplo, gracias a Salustiano de Olózaga gobernador de la capital que mandó derribar diecisiete conventos, dejó de estar "ahogada por una cadena de conventos".

### Económicas
- Saneamiento de la hacienda pública, que ingresó más de 14 000 millones de reales procedentes de las subastas.
- Se produjo un aumento de la superficie cultivada y de la productividad agrícola; asimismo, se mejoraron y especializaron los cultivos gracias a nuevas inversiones de los propietarios. En Andalucía, por ejemplo, se extendió considerablemente el olivar y la vid. Todo ello sin embargo influyó negativamente en el aumento de la deforestación.[33]
- La mayoría de los pueblos sufrieron un revés económico que afectó negativamente a la economía de subsistencia, pues las tierras comunales que eran utilizadas fundamentalmente para pastos pasaron a manos privadas.[34]

### Culturales

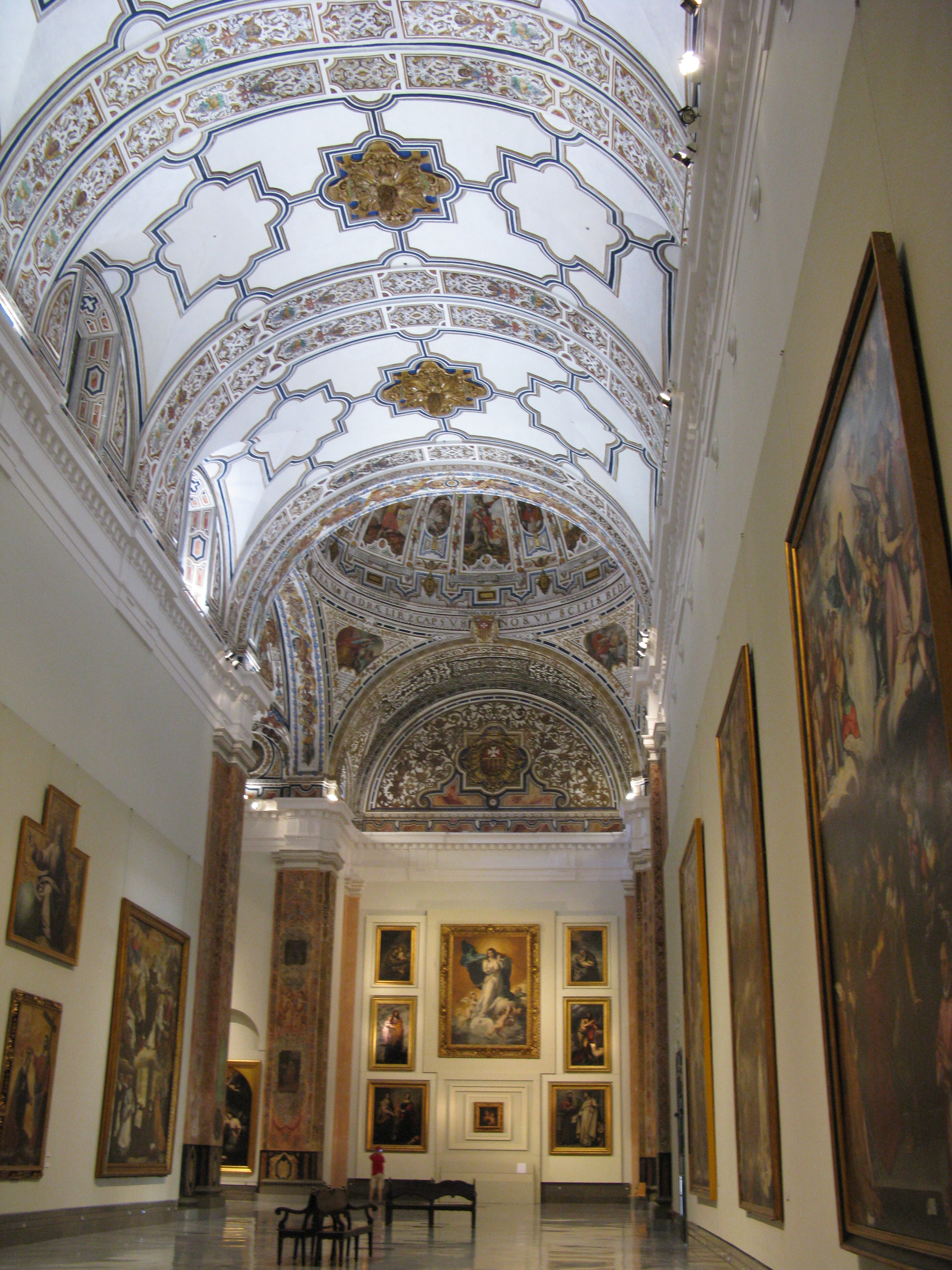
El Museo de Bellas Artes de Sevilla guarda una enorme colección de arte religioso de los conventos y monasterios de Sevilla que sufrieron desamortizaciones. El propio edificio del Museo fue un convento de la Merced Calzada.

Muchos cuadros y libros de monasterios fueron vendidos a precios bajos y acabaron en otros países, aunque gran parte de los libros fueron a engrosar los fondos de las bibliotecas públicas o universidades. También muchos fueron a parar a manos de particulares, que sin tener noción del valor real de los mismos, se perdieron para siempre. Quedaron abandonados numerosos edificios de interés artístico, como iglesias y monasterios, con la subsecuente ruina de los mismos, pero otros en cambio se transformaron en edificios públicos y fueron conservados para museos u otras instituciones.

### Políticas e ideológicas
Uno de los objetivos de la desamortización fue permitir la consolidación del régimen liberal y que todos aquellos que compraran tierras formaran una nueva clase de pequeños y medianos propietarios adeptos al régimen. Sin embargo no se consiguió este objetivo, al adquirir la mayor parte de las tierras desamortizadas, particularmente en el sur de España, los grandes propietarios, como ya se ha comentado.
La mitad de las tierras que se vendían habían formado parte del comunal, las tierras comunes a los campesinos y gente rural. Las zonas rurales aún hoy suponen el 90 % del territorio de España. Las tierras comunales completaban la precaria economía de los campesinos, ya que suponían recolección de frutos o pasto y eran mantenidas y gestionadas por toda la comunidad.
Su desamortización significaba la destrucción de sistemas de vida y organizaciones populares de autogestión centenarias.

### Ecológicas
Desde el punto de vista del medio natural, la desamortización supuso el paso a manos privadas de millones de hectáreas de montes, que acabaron siendo talados y roturados, causando un inmenso daño al patrimonio natural español, lo cual aún hoy es perceptible. En efecto, el coste de las reforestaciones, en curso desde hace setenta años, supera en mucho a lo que entonces se obtuviera de las ventas.
Las desamortizaciones del siglo XIX fueron seguramente la mayor catástrofe ecológica sufrida por la península ibérica durante los últimos siglos, particularmente la llamada «desamortización de Madoz». En esa desamortización, enormes extensiones de bosques de titularidad pública fueron privatizadas. Los oligarcas que entonces compraron las tierras, en su mayor parte, pagaron las tierras haciendo carbón vegetal el bosque mediterráneo adquirido. Así esquilmaron todos los recursos de esos montes inmediatamente después de adquirirlos, y buena parte de la deforestación ibérica se originó en esa época, causando la extinción de gran número de especies vegetales y animales en esas regiones.

### Otras
En el aspecto urbanístico, la desamortización de los conventos contribuyó a la modernización de las ciudades. Se pasó de la ciudad conventual, con grandes edificios religiosos, a la ciudad burguesa, con construcciones de más altura, ensanches y nuevos espacios públicos.
Los antiguos conventos se transformaron en edificios públicos —museos, hospitales, oficinas, cuarteles—, otros se derribaron para ensanches y nuevas calles y plazas, y algunos se convirtieron en parroquias o tras subasta pasaron a manos privadas.